# Pajhwok Afghan News
Pajhwok Afghan News – niezależna afgańska agencja prasowa. Dostępna w językach: angielskim, dari i paszto.